# Oohkotokia
Oohkotokia horneri
Genre
Espèce
Oohkotokia est un genre fossile de dinosaures ornithischiens de la famille des ankylosauridés, classé dans la sous-famille des Ankylosaurinae. La découverte de restes fossiles de spécimens dans la formation de Two Medicine (Campanien supérieur, environ 74 millions d'années) dans le Montana, aux États-Unis, plaide en faveur de l'hypothèse que les ankylosaurinés ont prospéré de manière continue dans ce qui est maintenant le Montana et l'Alberta au Crétacé supérieur, pendant le Campanien supérieur et le Maastrichtien inférieur.
Les individus de l'unique espèce de ce genre, Oohkotokia horneri, étaient des herbivores quadrupèdes, solidement bâtis, pouvant atteindre 6 mètres de long.

## Fossiles
Selon Paleobiology Database en 2025, ce genre Oohkotokia a cinq collections référencées de fossiles. Ces cinq collections de fossiles sont du Campanien supérieur du Crétacé supérieur, c'est-à-dire datent de 83,6-72,2 Ma avant notre ère .

## Systématique
Le genre Oohkotokia et l'espèce Oohkotokia horneri ont été décrits en 2014 par le paléontologue Paul Penkalski (d).

## Description
L'holotype, MOR 433, se compose d'un crâne mesurant 37,5 centimètres, d'éléments du squelette axial, d'une omoplate partielle, de plusieurs ostéodermes à parois minces, d'armures cervicales, d'un très grand humérus, et d'autres fragments. Les estimations suggèrent qu'Oohkotokia avait au plus 6 mètres de long, pour un poids de 2 tonnes.

## Étymologie
Le nom générique, Oohkotokia, vient du terme ooh’kotoka utilisé par les Blackfeet et qui signifie « large pierre ou rocher », auquel est adjoint le suffixe latin -ia, « dérivé de », ce qui pourrait globalement se traduire par « enfant du rocher ». Ce nom générique rend honneur au peuple Blackfeet sur le territoire duquel a été trouvé le spécimen.
L'épithète spécifique, horneri, a été donnée en l'honneur de Jack Robert Horner (1946-) en reconnaissance de son travail sur les dinosaures du Montana.

## Publication originale
- (en) Paul Penkalski, « A new ankylosaurid from the late Cretaceous Two Medicine Formation of Montana, USA », Acta Palaeontologica Polonica, PAN et Institute of Paleobiology, Polish Academy of Sciences (d), vol. 59, no 3,‎ 2014, p. 617-634 (ISSN 0567-7920 et 1732-2421, OCLC 02051833, DOI 10.4202/APP.2012.0125, lire en ligne).